# Rhamnapoderus rothkirchi
Rhamnapoderus rothkirchi là một loài bọ cánh cứng trong họ Attelabidae. Loài này được Kuntzen miêu tả khoa học năm 1915.